# Filippo Arrighetti
Filippo Arrighetti (* 1582 in Florenz; † 27. November 1662) war ein italienischer Kleriker und Philosoph.

## Leben
Filippo Arrighetti, der einer adligen Florentiner Familie entstammte, studierte Griechisch sowie die Philosophie des Platon und Aristoteles an den Universitäten Pisa und Padua. Dann promovierte er an der Universität Florenz in Theologie. Kurz darauf ernannte ihn Urban VIII. zum Pönitentiar-Domherrn an der Kathedrale von Florenz. Er war auch Mitglied der Florentiner Akademie sowie der Accademia degli Alterati. 1662 starb er im Alter von 80 Jahren.
Arrighetti veröffentlichte keines seiner Werke, sondern hinterließ alle als Manuskripte. Unter anderem schrieb er einen Kommentar zur Rhetorik des Aristoteles (La Rettorica d’ Aristotele tradotta e spiegata, in 56 lezioni recitate nell’ Accademia Fiorentina), den er in einer Reihe von Vorträgen an der Florentiner Akademie las. Ferner übersetzte er die Poetik des Aristoteles (La Poetica d’ Aristotele tradotta, spiegata e recitata nell’ Accademia degli Svogliati di Pisa) und trug sie vor der Accademia degli Svogliati von Pisa vor. An der Florentiner Akademie las er auch vier Abhandlungen über Lust, Lachen, Begabung und Ehre (Quattro Discorsi Accademici; cioè, del Piacere, del Riso, dell’ Ingegno, e dell’ Onore, recitati nell’ Accademia Fiorentina). Schließlich verfasste er eine Biographie des berühmten Jesuitenmissionars Franz Xaver (Vita di S. Francesco Saverio; estratta dalle relazioni, fatte in Concistoro da Francesco Maria Cardinale del Monte) sowie diverse Predigten und Bußschriften.